# Porhydrus lineatus
Porhydrus lineatus är en skalbaggsart som först beskrevs av Fabricius 1775.  Porhydrus lineatus ingår i släktet Porhydrus och familjen dykare. Arten är reproducerande i Sverige. Inga underarter finns listade i Catalogue of Life.

## Bildgalleri

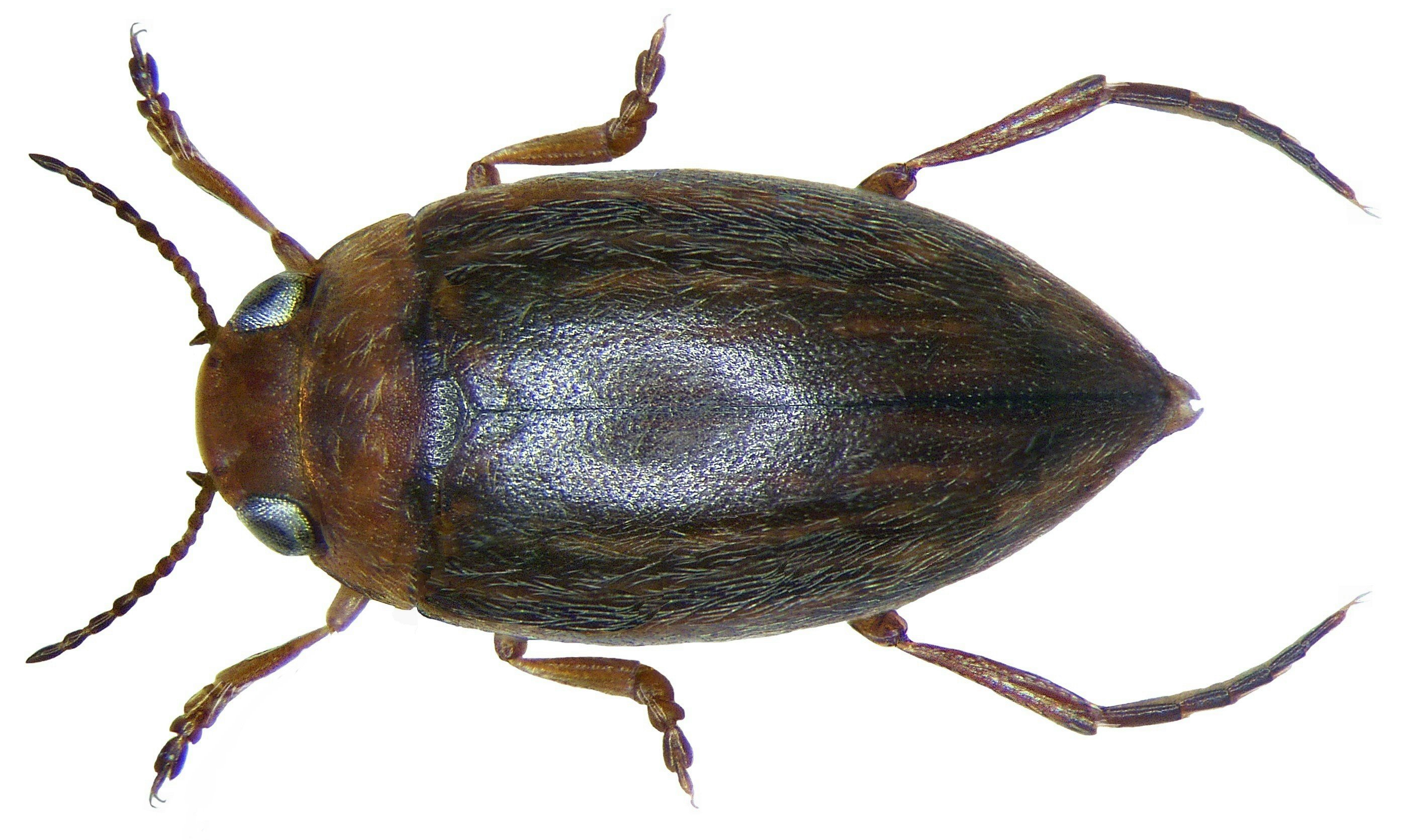
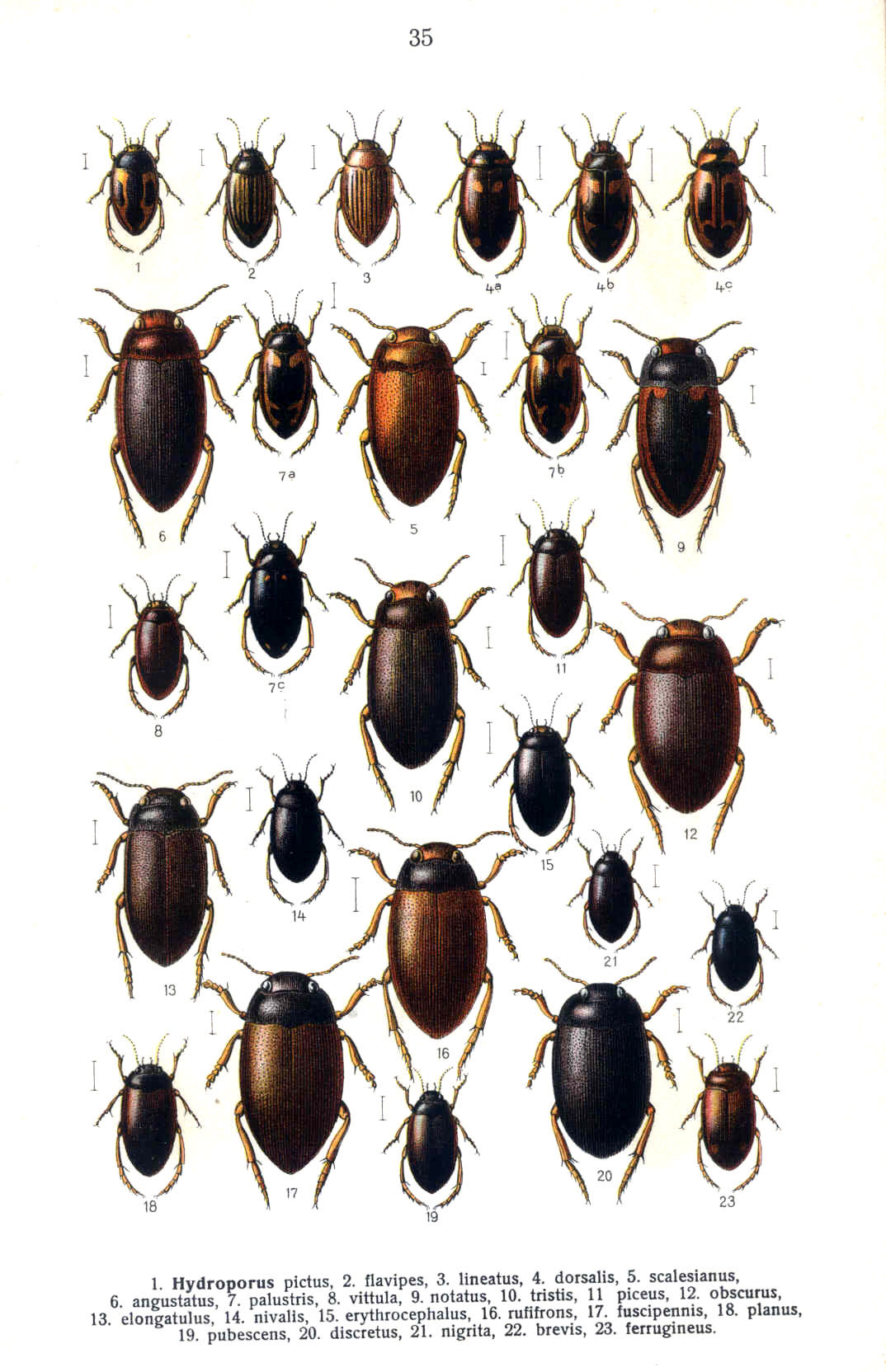
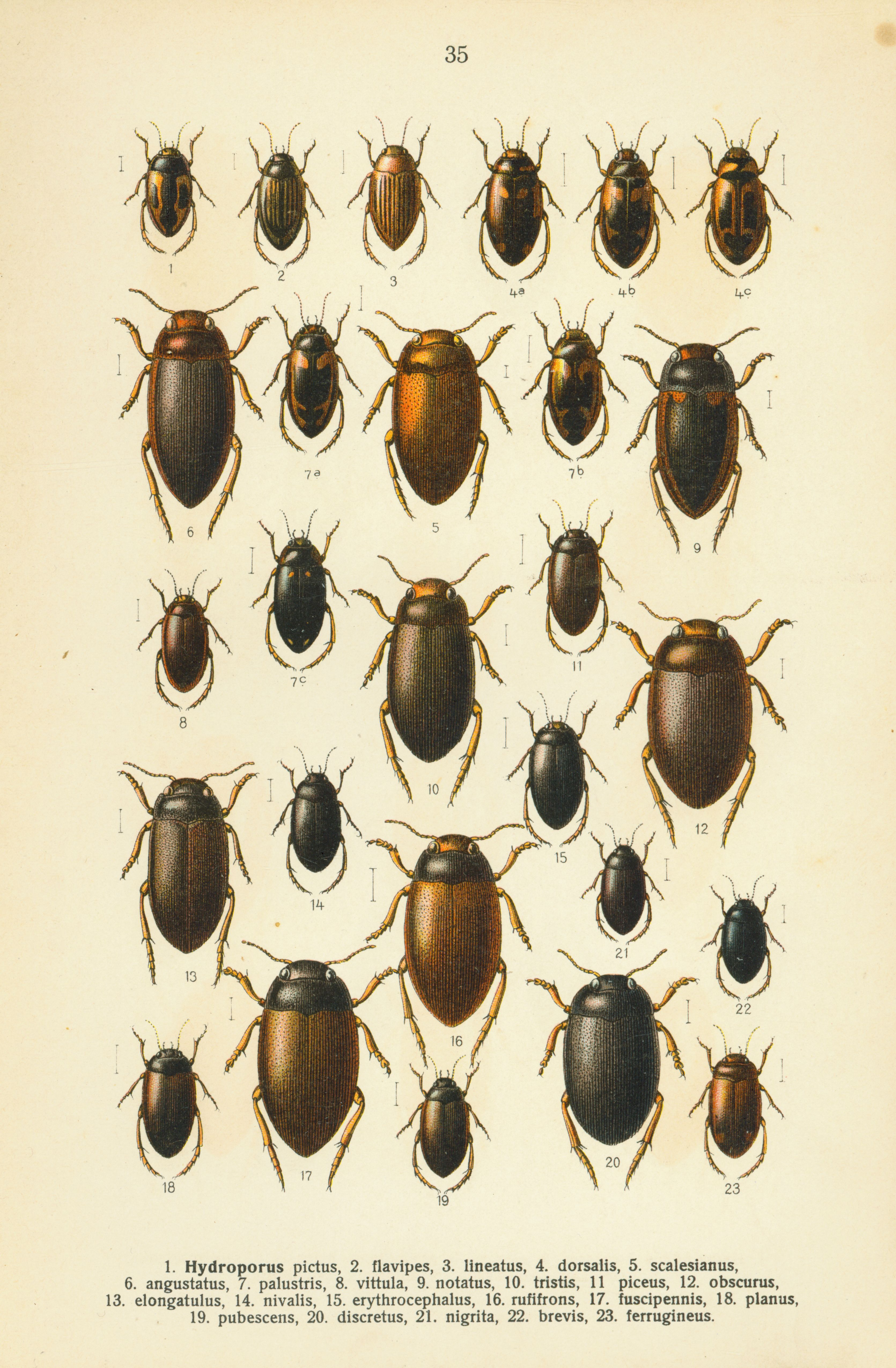